# Al·luvió

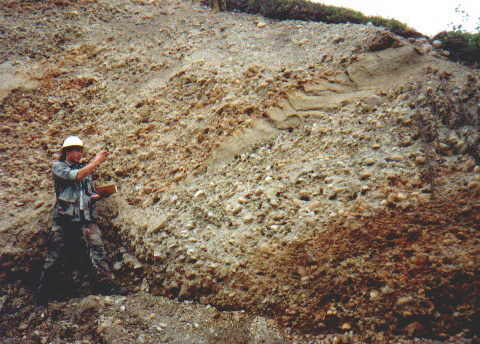
Secció d'al·luvió a la mina Blue Ribbon a Alaska

Al·luvió (del llatí, alluvius, del verb alluere, 'fregar'), aiguadeix o aigualleix és un sòl o sediment solt, sense consolidar (és a dir, sense cementar dins d'una roca sòlida), erosionat, dipositat, i tornat a formar per l'aigua en un lloc que no sigui el mar. Tanmateix en el llenguatge corrent la definició no és tan restrictiva i grosso modo inclou qualsevol acumulació de material geològic a qualsevol lloc. En sentit estricte l'al·luvió està fet típicament d'una varietat de materials, incloent-hi partícules fines de llim i argila i partícules grosses de sorra i grava. Quan aquest material al·luvial solt és dipositat o cementat dins d'una unitat litològica es pot anomenar dipòsit al·luvial.
El terme «al·luvió» no es fa servir en situacions on la formació de sediment pot ser clarament atribuïda a altres processos geològics que el que s'ha descrit. Això inclou (però no limitat a això): sediments lacustres, sediments fluvials o derivats de glaceres. Els sediments que han estat formats i/o dipositats en un corrent perenne no es consideren al·luvials sinó fluvials.
La majoria, si és que no ho són tots, dels al·luvions són geològicament molt joves (Quaternari), i sovint es coneixen com a "cobertes" pel fet que aquest sediments amaguen la roca que hi ha sota. La majoria del material sedimentari que omple una conca sense estar litificat sí que s'inclou en el terme al·luvial.

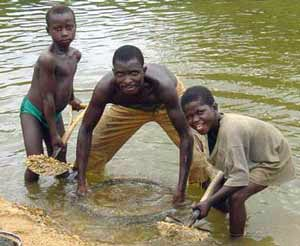
Explotació tradicional de diamants en al·luvions de Sierra Leone

L'al·luvió pot contenir minerals valuosos com or i platí i gran varietat de pedres precioses en el que s'anomena un dipòsit placer.
Els al·luvions poden ser terres agrícoles molt fèrtils, ja que concentren elements nutritius i també bons aqüífers. d'altra banda poden acumular la contaminació difusa.